# Pambak (rivière)
Pour les articles homonymes, voir Pambak.
Le Pambak (en arménien : Փամբակ) est un cours d'eau situé dans le marz de Lorri en Arménie. Avec le Dzoraget, il est un affluent du Debed, et donc un sous-affluent de la Koura.

## Géographie
Le cours d'eau passe notamment par la ville de Spitak.